# Tristen Newton
Tristen Jamal Newton (Pensacola, Florida, 26 de abril de 2001) es un baloncestista estadounidense que pertenece a la plantilla de los Minnesota Timberwolves de la NBA, con un contrato dual que le permite jugar también en su filial de la G League, los Iowa Wolves. Con 1,96 metros de estatura, juega en la posición de base o escolta.

## Trayectoria deportiva

### Universidad
Jugó tres temporadas con los Pirates  de la Universidad del Este de Carolina, en las que promedió 13,1 puntos, 4,6 rebotes, 4,6 asistencias y 1,3 robos de balón por partido. En la última de ellas fue incluido en el segundo mejor quinteto de la American Athletic Conference.
Tras el despido de su entrenador Joe Dooley después de la temporada 2021-22, Newton decidió ser transferido, y escuchó ofertas de hasta 30 universidades, y finalmente se decantó por los Huskies de la Universidad de Connecticut. Se ganó el rol de base titular y se convirtió en el segundo jugador en la historia del programa en registrar dos triples-dobles, uniéndose a Shabazz Napier. Al final de la temporada, Newton ayudó a llevar a los Huskies a la sexto Final Four en la historia de la escuela y más tarde, con un doble-doble, al quinto campeonato de la NCAA de UConn en 2023.
La temporada siguiente logró su tercer triple-doble de su carrera con los Huskies, convirtiéndose en el primer jugador en la historia del programa en lograrlo. Logró su cuarto triple-doble de su carrera contra Villanova, convirtiéndose en el primer jugador de la conferencia en tener cuatro o más triples-dobles desde que Shaquille O'Neal consiguiera seis. En el torneo de la NCAA, llevó a los Huskies a repetir campeonatos y fue nombrado el mejor jugador del torneo. En dos temporadas promedió 12,6 puntos, 5,5 rebotes y 5,5 asistencias por partido, fue incluido en el primer equipo All-American consensuado y ganó el Premio Bob Cousy al mejor base del campeonato.

#### Estadísticas
| Año     | Equipo        | PJ  | PT  | MPP  | %TC  | %3P  | %TL  | RPP | APP | ROB | TPP | PPP  |
| ------- | ------------- | --- | --- | ---- | ---- | ---- | ---- | --- | --- | --- | --- | ---- |
| 2019–20 | East Carolina | 31  | 19  | 29.9 | .390 | .324 | .802 | 4.5 | 3.7 | 1.2 | .3  | 11.0 |
| 2020–21 | East Carolina | 17  | 16  | 31.5 | .348 | .262 | .895 | 4.3 | 4.2 | 1.2 | .3  | 8.7  |
| 2021–22 | East Carolina | 30  | 30  | 34.8 | .435 | .333 | .879 | 4.8 | 5.0 | 1.4 | .3  | 17.7 |
| 2022–23 | UConn         | 39  | 38  | 28.8 | .374 | .366 | .816 | 4.5 | 4.7 | 1.1 | .3  | 10.1 |
| 2023–24 | UConn         | 40  | 40  | 33.2 | .415 | .321 | .808 | 6.6 | 6.2 | .9  | .3  | 15.1 |
| Total   | Total         | 157 | 143 | 31.6 | .402 | .327 | .831 | 5.1 | 4.9 | 1.2 | .3  | 12.8 |

### Profesional
El 27 de junio de 2024 fue seleccionado en la cuadragésimo novena posición del Draft de la NBA de 2024 por los Indiana Pacers, y el 27 de julio firmó un contrato dual con la franquicia. El 1 de enero de 2025 fue despedido por los Pacers. Dos días más tarde fue reclamado por los Minnesota Timberwolves, conservando su estatus de contrato dual.

## Estadísticas de su carrera en la NBA

### Temporada regular
| Año     | Equipo    | PJ | PT | MPP | %TC  | %3P  | %TL   | RPP | APP | ROB | TPP | PPP |
| ------- | --------- | -- | -- | --- | ---- | ---- | ----- | --- | --- | --- | --- | --- |
| 2024-25 | Indiana   | 5  | 0  | 1.6 | .167 | .000 | 1.000 | .0  | .2  | .0  | .0  | .6  |
| 2024-25 | Minnesota | 3  | 0  | 2.7 | .000 | –    | –     | 1.3 | .3  | .3  | .0  | .0  |
| Total   | Total     | 8  | 0  | 2.0 | .125 | .000 | 1.000 | .5  | .3  | .1  | .0  | .4  |